# Aspidistra campanulata
Aspidistra campanulata är en sparrisväxtart som beskrevs av Tillich. Aspidistra campanulata ingår i släktet Aspidistra och familjen sparrisväxter. Inga underarter finns listade i Catalogue of Life.